# Campodorus flavicinctus
Campodorus flavicinctus är en stekelart som först beskrevs av Gmelin 1790.  Campodorus flavicinctus ingår i släktet Campodorus och familjen brokparasitsteklar. Arten är reproducerande i Sverige. Inga underarter finns listade.